# Chùa Phúc Lâm (Bắc Ninh)
Phúc Lâm Tự là tên chữ của chùa làng Tam Tảo, thuộc xã Phú Lâm, huyện Tiên Du, tỉnh Bắc Ninh, Việt Nam.

## Vị trí
Chùa nằm ở phía tây làng Tam Tảo. Đây cũng là trung tâm sinh hoạt tín người của bà con quanh vùng.

## Kiến trúc
Phúc Lâm Tự là một ngôi chùa cổ được xây dựng vào đầu thế kỷ 18, hoa văn kiến trúc thời Nguyễn.
Chùa hình chữ sơn, hai bên có hai dãy tả vu và hữu vu mỗi bên 5 gian. Sau chùa là nhà tổ 5 gian.
Chùa gồm 7 gian 2 dĩ, các cột được làm bằng gỗ lim rất vững chắc. Các đầu đao của chùa được chạm trổ tinh xảo hình tứ linh, tứ qúy... Bên trong còn lưu giữ nhiều cổ vật qúy như tượng tam thế, bia đá, đôi nghê đá...
Trong khuôn viên chùa còn vườn tháp, cây đa cổ thụ, cổng tam quan. Trong vườn chùa còn có giếng rất đẹp.
Trước chùa còn có ngôi đền hàng nghìn năm tuổi. Chùa được trùng tu năm 2009, nhưng vẫn giữ được nét cổ xưa. Chùa Phúc Lâm là một trong những ngôi chùa có quy mô rộng lớn của xã Phú Lâm, có 8 mái 8 đao chiếu góc.

## Cảnh quan xung quanh
Bên cạnh chùa còn có ngôi đền cổ 5 gian, thờ hai vị tướng của Thục Phán An Dương, ngôi đền cũng có niên đại 1000 năm tuổi. 